# CS Universitatea Craiova (2013)
Clubul Sportiv Universitatea Craiova, cunoscut sub numele de Universitatea Craiova, sau pe scurt Craiova, este un club de fotbal profesionist din Craiova, România, care evoluează în prezent în SuperLiga României.
Clubul a apărut în anul 2013 și, Încă de la formare, afirmă că este succesorul Universității Craiova originale - acest fapt a fost susținut de majoritatea ordonanțelor judecătorești și de Liga Profesionistă de Fotbal dar, cu toate acestea, palmaresul este încă subiect de dispută cu entitatea restabilită FC U Craiova (administrată de o succesiune de societăți comerciale controlate de omul de afaceri Adrian Mititelu, care a fost dezafiliată de la Federația Română de Fotbal în 2011 și reînființată în 2017), iar incertitudinea persistă. În 2018, Alb-Albaștrii au câștigat Cupa României, reprezentând primul lor trofeu.
Studenții își joacă meciurile de acasă pe Stadionul Ion Oblemenco, care are o capacitate de 30.983 de locuri. Craiova are mai multe rivalități, cea mai notabilă fiind cea cu Dinamo București.

## Istoric

### Înființarea echipei de fotbal a primăriei și disputa cu Adrian Mititelu (2013-2017)

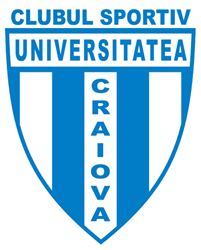
Sigla istorică folosită de CS Universitatea Craiova la reînființarea secției de fotbal a Clubului Sportiv.

Ideea înființării unei noi echipe susținută de primărie în Craiova apare în 2009 în timpul unui conflict între Mititelu, și primăria orașului în care primul amenința cu mutarea echipei la Drobeta-Turnu Severin. După ce a schimbat acționariatul de mai multe ori, FC U Craiova 1948 a intrat într-o dispută cu conducerea Federației Române de Fotbal și a fost dezafiliată în 2011. După stingerea litigiilor, FC U Craiova s-a reafiliat și a fost înscrisă în Liga a II-a, avându-l ca patron pe Adrian Mititelu. În același an, însă, primăria municipiului Craiova a decis reînființarea vechii echipe Universitatea Craiova, preluând de această dată în statut și palmaresul vechii echipe. Astfel, în vara anului 2013, autoritățile locale din Craiova, sprijinite de Pavel Badea, președintele Clubului Sportiv Universitatea Craiova, s-au asociat cu firma Blue Lions Capital și au înființat o secție de fotbal a Clubului Sportiv U Craiova. În urma acestor evenimente, a izbucnit o dispută identitară între cele două: suporterii care în 1991 nu resimțiseră vreo schimbare semnificativă și vedeau pe FC U Craiova ca succesoare firească a vechii echipe au rămas de partea lui Mititelu; alții, nemulțumiți de managementul defectuos al FC U Craiova, de problemele ei financiare și în cele din urmă de dezafilierea echipei, au susținut CS Universitatea Craiova. Federația Română de Fotbal a evitat să tranșeze disputa și a înscris și pe CS Universitatea Craiova în aceeași serie a Ligii a II-a. La data de 14 august a fost afiliată provizoriu la FRF din cauza problemelor cu dosarul de licențiere.
Din primul sezon, Universitatea Craiova a promovat în Liga I. Pe 28 iunie 2014, echipa a fost afiliată definitiv la FRF, după eliminarea din statutul federației a punctului care interzicea promovarea dacă o echipă nu are o vechime de minimum 3 ani. În iulie 2014, CS "U" Craiova era patronată de doi oameni de afaceri români, Laviniu Dumitru Beze (5%) și Adrian Andrici (95%). Universitatea Craiova a avut în sezonul 2013-2014 un buget stagional de 2 milioane euro. Echipamentul de joc a fost furnizat de firma Joma, având ca sponsor principal pe tricou societatea de pariuri sportive Betano. La primul sezon în Superliga României, Universitatea ocupă locul 5 care altfel i-ar fi adus participarea în UEFA Europa League. Cum însă echipa era afiliată la FRF de doar doi ani, ea nu a fost eligibilă pentru a participa în competițiile europene. În sezonul 2015-2016, disputat în sistem de play-off și play-out, CS Universitatea Craiova a ratat participarea la play-off. Deși lipsa licenței europene la două echipe participante la play-off au făcut ca primul loc din play-out să devină loc de Europa League, CS Universitatea Craiova nu a reușit să-l ocupe, fiind depășită în ultimele runde de CSMS Iași.

### În căutarea succesului (2017-prezent)
Locul 4 la finalul sezonul 2016–17 aduce participarea în competițiile europene. Primul meci a adus un adversar important în cel de-al treilea tur preliminar al UEFA Europa League, echipa italiană AC Milan, Craiova părăsind competiția după 0-3 la general. Pe 27 mai 2018, Universitatea a câștigat primul său trofeu, după ce a învins clubul de ligă secundă, FC Hermannstadt, în finala Cupei României. Jocul s-a încheiat cu 2–0 și a fost găzduit pe Arena Națională din București. O lună mai târziu, Federația Română de Fotbal a aprobat o cerere pentru schimbarea denumirii societății ce administrează echipa din Club Sportiv U Craiova SA în U Craiova 1948 Club Sportiv SA. În calitate de câștigătoare a Cupei României, Craiova a participat ulterior în Supercupa României 2018, pe care a pierdut-o cu 0-1 în fața echipei CFR Cluj pe teren propriu.
Doi ani mai târziu, pe 3 august 2020, tot într-un meci de acasă împotriva CFR Cluj, Universitatea Craiova a fost aproape de a câștiga a cincea ligă națională. Dan Nistor a deschis scorul pentru Craiova în minutul unsprezece, dar CeFeRiștii au întors jocul și au câștigat meciul final al sezonului cu scorul de 3-1, devenind astfel campioni pentru al treilea an consecutiv. Juveții încep sezonul 2020-2021 cu așteptări mari, apăsați însă de pierderea titlului în ultima etapă de anul trecut. Primele etape din sezon aduc o serie impresionantă de 7 victorii consecutive, iar Craiova conducea clasamentul în etapa a IX-a cu speranțe la titlu. Urmează însă niște prestații inconstante care fac echipa să-și piardă din ritm, ceea ce duce la numirea antrenorului Marinos Ouzounidis în februarie 2021. Noul antrenor aduce o inspirație nouă echipei care pierde doar un singur joc până la finalul sezonului regular unde termină pe locul 3, la 7 puncte în spatele liderului, 4 după înjumătățire. Echipa începe play-off-ul cu șanse mici la titlu, după FCSB și CFR Cluj, însă lucrurile se schimbă când Universitatea învinge ambele echipe în etape consecutive și reintră în lupta pentru câștigarea campionatului. Totuși, echipa pierde rapid teren după o evoluție inexplicabilă de 4 înfrângeri consecutive, iar speranțele la câștigarea unui titlu se stingeau. Într-un final, Universitatea termină sezonul pe locul 3, la 13 puncte de lider. Ca o consolare însă, echipa reușește să câștige Cupa României 2020-2021 în fața formației Astra Giurgiu, fiind a doua cupă câștigatăde CS U Craiova. Astfel accede  în turul II preliminar al UEFA Europa Conference League 2021-2022.
De asemenea, pe 10 iulie 2021, CS Universitatea Craiova reușește să câștige, pentru prima oară în istorie, Supercupa României, în fața lui CFR Cluj, în urma loviturilor de departajare.

## Palmares
CS Universitatea Craiova și clubul lui Adrian Mititelu au fost și sunt în dispută privind palmaresul clubului dintre 1948 și 1991. Prima decizie a fost favorabilă lui CS Universitatea Craiova, când Curtea de Apel București a dat dreptate clubului lui Mihai Rotaru, care contesta dreptul echipei lui Mititelu de a folosi brandul „Universitatea Craiova”. Ulterior, o altă instanță a clarificat însă că CS Universitatea Craiova nu este succesoarea echipei dintre 1948 și 1991. Conflictele continuă, întrucât, după ce în 2018 societatea ce administrează echipa și-a schimbat numele în acte în U Craiova 1948 Club Sportiv, o denumire similară cu a clubului lui Mititelu, acesta din urmă a cerut în instanță ca clubul să fie obligat să adopte o altă denumire.
În prezent, CS Universitatea Craiova are acordul juridic de a folosi marca. LPF recunoaște CS Universitatea drept succesorul clubului din 1948, însă mai multe instanțe judecătorești au dat deciizii diferite. De la înființarea sa și înscrierea în Liga a II-a în 2013, CS Universitatea Craiova a reușit următoarele performanțe:

### Competiții naționale
Superliga României:
 Vicecampioană (1): 2019-2020
 Liga a II-a:
 Campioană (1): 2013-2014
 Cupa României:
 Câștigătoare (2): 2017-2018,  2020-2021
Supercupa României:
 Câștigătoare (1): 2021
 Finalistă (1): 2018

### Competiții internaționale
UEFA Europa League
- Turul 3 preliminar (3): 2017-2018, 2018-2019, 2019-2020

 UEFA Conference League
- Play-off (1): 2022-2023

## CS Universitatea Craiova în cupele europene
| UEFA Europa League 2017/18            |                                |                       |
| Turul 3 preliminar                    |                                |                       |
| Universitatea Craiova                 | 0-1                            | AC Milan              |
| AC Milan                              | 2-0                            | Universitatea Craiova |
| UEFA Europa League 2018/19            |                                |                       |
| Turul 3 preliminar                    |                                |                       |
| RB Leipzig                            | 3-1                            | Universitatea Craiova |
| Universitatea Craiova                 | 1-1                            | RB Leipzig            |
| UEFA Europa League 2019/20            |                                |                       |
| Turul 1 preliminar                    |                                |                       |
| Sabail                                | 2-3                            | Universitatea Craiova |
| Universitatea Craiova                 | 3-2                            | Sabail                |
| Turul 2 preliminar                    |                                |                       |
| Honvéd                                | 0-0                            | Universitatea Craiova |
| Universitatea Craiova                 | 0-0 (3-1 la penaltiuri)        | Honvéd                |
| Turul 3 preliminar                    |                                |                       |
| Universitatea Craiova                 | 0-2                            | AEK Atena             |
| AEK Atena                             | 1-1                            | Universitatea Craiova |
| UEFA Europa League 2020/21            |                                |                       |
| Turul 1 preliminar                    |                                |                       |
| Locomotive Tbilisi                    | 2-1                            | Universitatea Craiova |
| UEFA Europa Conference League 2021/22 |                                |                       |
| Turul 2 preliminar                    |                                |                       |
| Laçi                                  | 1-0                            | Universitatea Craiova |
| Universitatea Craiova                 | 0-0                            | Laçi                  |
| UEFA Europa Conference League 2022/23 |                                |                       |
| Turul 2 preliminar                    |                                |                       |
| Vllaznia                              | 1-1                            | Universitatea Craiova |
| Universitatea Craiova                 | 3-0                            | Vllaznia              |
| Turul 3 preliminar                    |                                |                       |
| Universitatea Craiova                 | 3-0                            | Zorya Luhansk         |
| Zorya Luhansk                         | 1-0                            | Universitatea Craiova |
| Play-off                              |                                |                       |
| Universitatea Craiova                 | 1-1                            | Hapoel Be'er Sheva    |
| Hapoel Be'er Sheva                    | 2-2 (d.p.) (4-3 la penaltiuri) | Universitatea Craiova |
| UEFA Europa Conference League 2024/25 |                                |                       |
| Turul 2 preliminar                    |                                |                       |
| NK Maribor                            | 2-0                            | Universitatea Craiova |
| Universitatea Craiova                 | 3-2                            | NK Maribor            |
| UEFA Europa Conference League 2025/26 |                                |                       |
| Turul 2 preliminar                    |                                |                       |
| FK Sarajevo                           | 2-1                            | Universitatea Craiova |
| Universitatea Craiova                 | 4-0                            | FK Sarajevo           |
| Turul 3 preliminar                    |                                |                       |
| Universitatea Craiova                 | 3-0                            | FC Spartak Trnava     |
| FC Spartak Trnava                     | 4-3 (d.p.)                     | Universitatea Craiova |
| Play-off                              |                                |                       |
| İstanbul Bașakșehir                   | 21 aug.                        | Universitatea Craiova |
| Universitatea Craiova                 | 28 aug.                        | İstanbul Bașakșehir   |

### Bilanț general
| Competiție                    | Ap | M  | V | E | Î | GM | GP | DG |
| ----------------------------- | -- | -- | - | - | - | -- | -- | -- |
| UEFA Europa League            | 4  | 11 | 2 | 4 | 5 | 13 | 17 | -4 |
| UEFA Europa Conference League | 2  | 4  | 1 | 2 | 1 | 4  | 2  | +2 |
| Total                         | 6  | 15 | 3 | 6 | 6 | 17 | 19 | -2 |

### Clasamentul UEFA al cluburilor
Acesta este coeficientul UEFA al clubului, la data de 14 iunie 2021:
| P   | Club                  | Coeficient |
| --- | --------------------- | ---------- |
| 137 | Hajduk Split          | 8.000      |
| 138 | NK Osijek             | 7.500      |
| 139 | Universitatea Craiova | 7.500      |
| 140 | Austria Viena         | 7.500      |
| 141 | The New Saints        | 7.500      |

## Stadioane

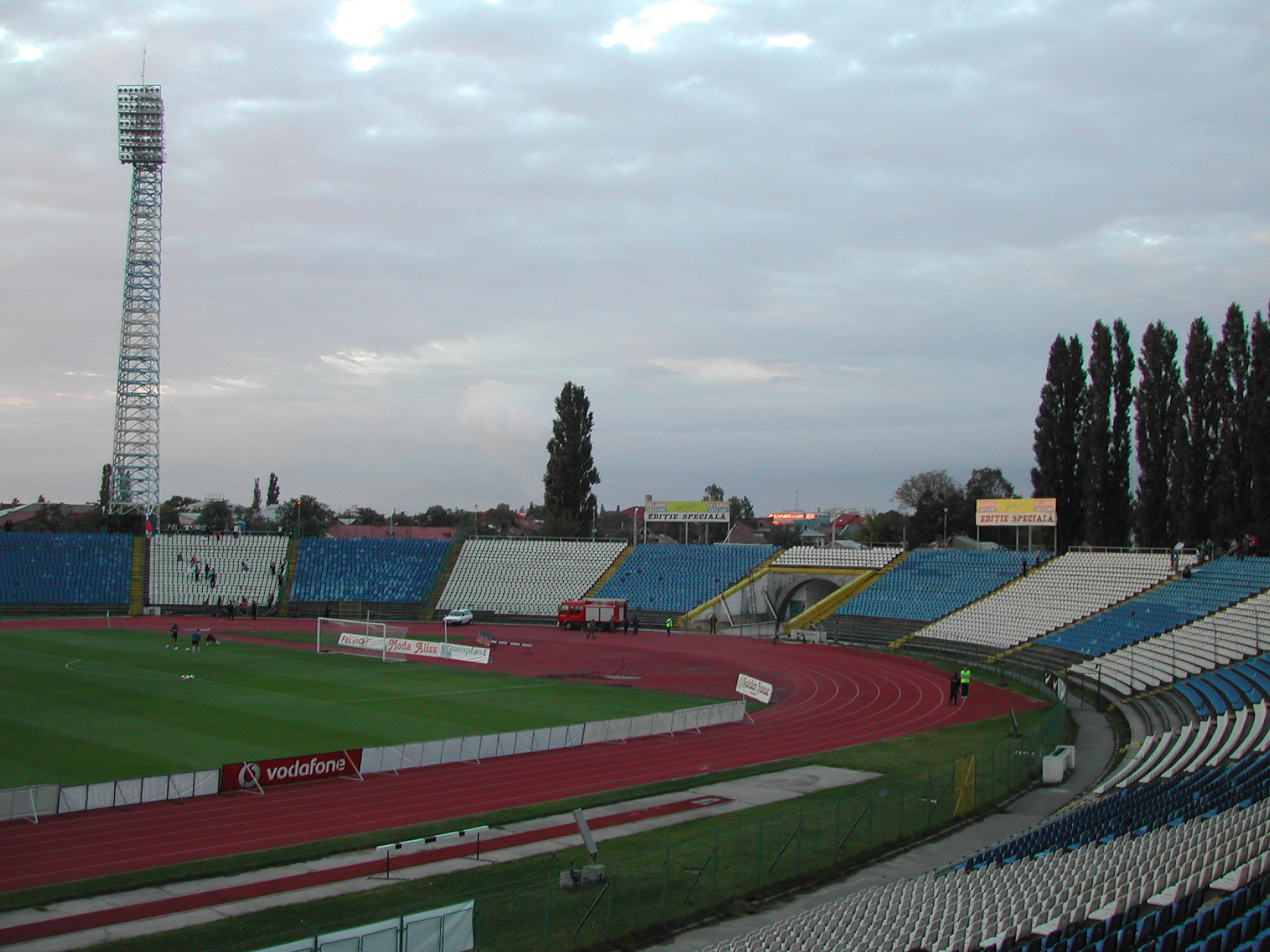
Vechiul stadion Ion Oblemenco

### Stadionul Ion Oblemenco (1967)

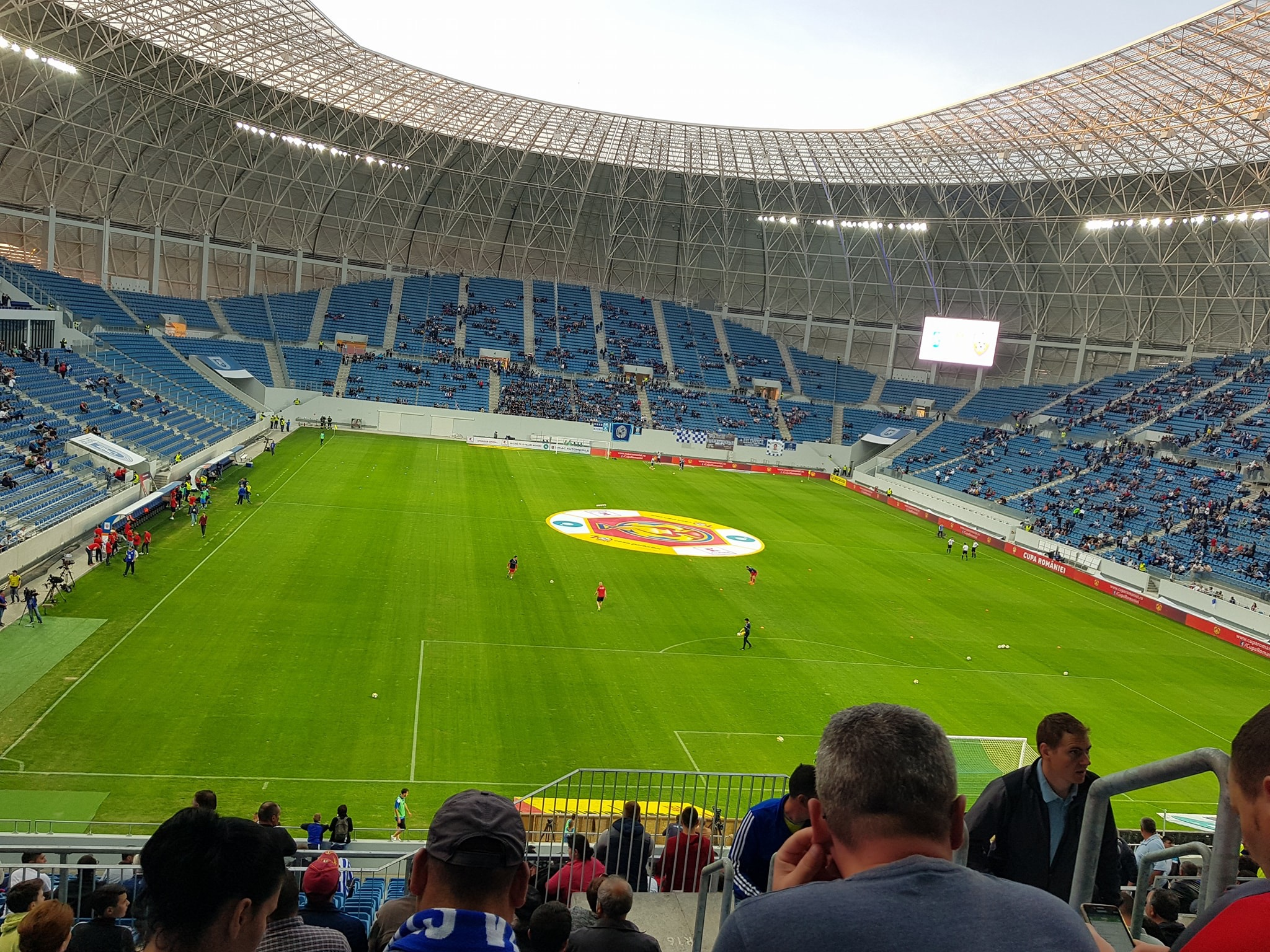
Noul stadion Ion Oblemenco, vedere din interior

Stadionul Ion Oblemenco a fost un stadion polivalent din Craiova și a fost numit inițial Stadionul Central. A fost folosit mai ales pentru meciuri de fotbal și avea o capacitate de până la 25.252 de persoane înainte de a fi demolat. Stadionul a fost deschis pe 29 octombrie 1967, cu meciul dintre echipa națională de fotbal a României și echipa națională de fotbal a Poloniei, meci încheiat 2-2.
A găzduit numeroase meciuri memorabile în timpul erei Craiovei Maxima, cum ar fi sferturile de finală ale Cupei Campionilor Europeni 1981-1982 împotriva formației germane Bayern München și semifinala Cupei UEFA 1982-83 împotriva echipei portugheze Benfica. După moartea legendei Universității Craiova, Ion Oblemenco, în 1996, stadionul a fost redenumit în onoarea sa. În 2008, stadionul a suferit o renovare majoră, iar în 2015 a fost demolat în totalitate.

### Noul Stadion Ion Oblemenco (2017)
Noul Stadion Ion Oblemenco, cu o capacitate de 30.929 locuri, a fost inaugurat pe 10 noiembrie 2017 cu un meci amical între Universitatea Craiova și clubul ceh, Slavia Praga. În perioada construirii stadionului, Craiova și-a disputat meciurile de pe teren propriu pe Stadionul Extensiv.

## Suporteri

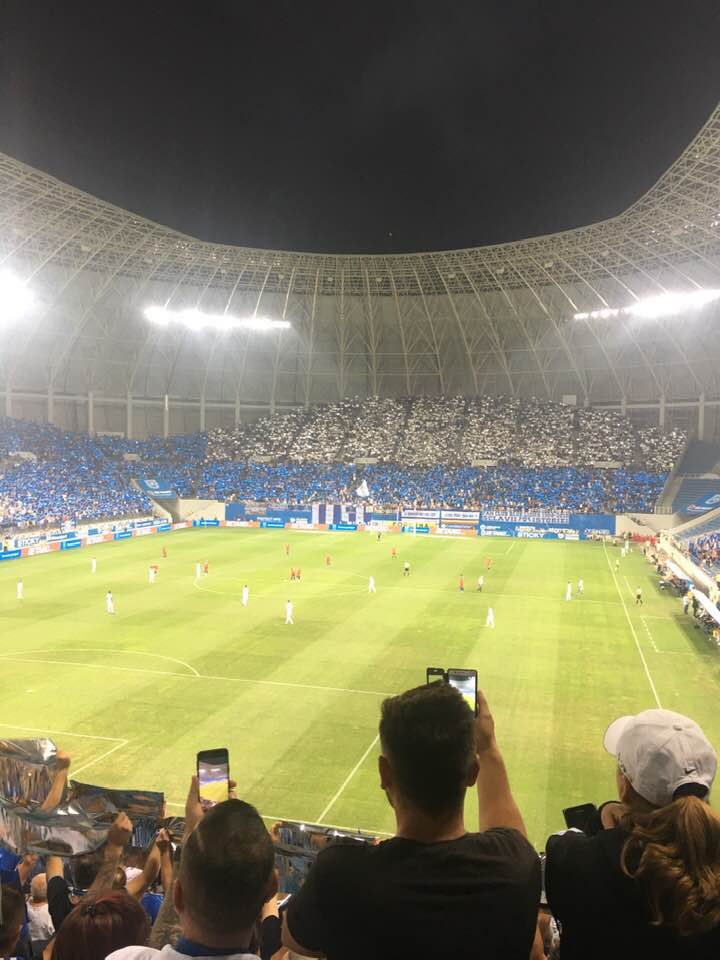
Coregrafia fanilor Craiovei

Universitatea Craiova are o mulțime de fani din Craiova, și mai ales în regiunea Olteniei, dar și în România, fiind a treia cea mai susținută echipă din țară după FCSB și Dinamo București, după cum se arată într-un sondaj din 2019.
Există mai multe grupuri de galerii, dar în 2013 s-a produs o împărțire majoră între fani din cauza incertitudinii cu privire la identitățile celor două cluburi care revendică palmaresul fostei Universități Craiova. Sezione Ultra '2000 și Utopia de la Peluza Nord au ales să susțină CS Universitatea Craiova, în timp ce Praetoria și Ultras 2004 de la Peluza Sud 97 au ales FC U Craiova. Mai târziu, în 2017, Ultras Craiova 2004 a părăsit FC U și a decis să rămână neutră. După ceva timp, dat fiind faptul că CS Universitatea Craiova a achiziționat dreptul de utilizare a mărcii, s-au înființat numeroase grupuri noi în Peluza Nord Craiova: North Lions, Vechiul Spirit Ultras, Nord Oltenia, Gruppo Sibiu, Gruppo Capitala, Ponsiona și UNU MAI UNIT.
În martie 2018, suporterii lui FC Universitatea 1948 care au participat la un meci amical între România și Suedia pe Stadionul Ion Oblemenco l-au huiduit pe jucătorul echipei CS U Craiova, Alexandru Mitriță, după ce a fost înlocuit. De asemenea, au rupt scaune și, ca răspuns, fanii lui CS U Craiova au folosit în mod simbolic insecticid pentru a „scăpa de duhoarea” lăsată de ultrașii Peluza Sud 97.

### Rivalități

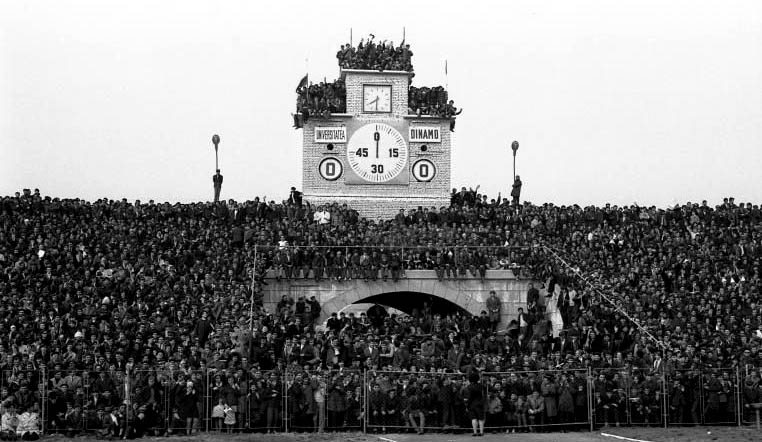
Suporteri la un meci dintre Universitatea Craiova și Dinamo București în 1973

Principala rivalitate a fanilor lui CS U Craiova este cea cu concitadinii de la FC U Craiova. Suporterii CS Universitatea preiau rivalitatea fostei Universități cu clubul din capitală, Dinamo București. Studenții dețin o ură îndelungată împotriva lui Dinamo București, care s-a dezvoltat la sfârșitul sezonului 1972–1973. Cele două echipe au terminat cu un număr egal de puncte în campionatul național, dar lui Dinamo i s-a acordat titlul datorită diferenței de goluri ușor superioară.
Știința are, de asemenea, o rivalitate mai puțin intensă cu celălalt club major din capitală, FCSB. O altă rivalitate minoră s-a dezvoltat și cu celălalt club major din Oltenia, Pandurii Târgu Jiu.

## Tricou de joc și sponsori pe tricou
Echipamentul oficial al echipei începând cu sezonul sezonul 2020-2021 al Superligii României este produs de de compania Puma. Sponsorul principal al echipei este agenția de pariuri sportive online Betano.com, care apare cu sigla pe partea frontală a tricoului oficial.

## Lotul de jucători

### Prima echipă
La 18 august 2025.
| Nr. |            | Poziție | Jucător                |
| --- | ---------- | ------- | ---------------------- |
|     | Ucraina    | F       | Oleksandr Romanchuk⁠(d) |
|     | Costa Rica |         | Carlos Mora⁠(d)         |
|     | Georgia    | M       | Anzor Mekvabishvili⁠(d) |
|     | România    | M       | Marian Danciu⁠(d)       |
|     | Franța     | A       | Steven Nsimba⁠(d)       |
|     | Portugalia | M       | Samuel Teles           |
|     | Croația    | F       | Juraj Badelj⁠(d)        |
|     | Franța     | M       | Lyes Houri             |
| 11  | România    |         | Nicușor Bancu          |
|     | România    | F       | Vasile Mogoș           |
|     | Serbia     | F       | Nikola Stevanović⁠(d)   |
|     | România    | P       | Laurențiu Popescu⁠(d)   |
|     | Honduras   | F       | Denil Maldonado⁠(d)     |

| Nr. |                       | Poziție | Jucător            |
| --- | --------------------- | ------- | ------------------ |
|     | România               | M       | Alexandru Cicâldău |
|     | România               | M       | Mihai Căpățînă⁠(d)  |
|     | România               | M       | Vladimir Screciu   |
|     | Guineea Ecuatorială   |         | Basilio Ndong⁠(d)   |
|     | România               | F       | Florin Ștefan      |
|     | România               | F       | Alexandru Crețu    |
|     | Brazilia              | A       | Alisson Safira⁠(d)  |
|     | Cuba                  |         | Luis Paradela⁠(d)   |
|     | România               | M       | Ștefan Baiaram     |
|     | Spania                | F       | Iago López⁠(d)      |
|     | Bosnia și Herțegovina | A       | Jovo Lukić⁠(d)      |
|     | România               | P       | Silviu Lung Jr.    |

### Jucători împrumutați
| Nr. |         | Poziție | Jucător                           |
| --- | ------- | ------- | --------------------------------- |
|     | România |         | David Lazar (la Gloria Buzău)     |
|     | România |         | Ștefan Bană⁠(d) (la Oțelul Galați) |

| Nr. |         | Poziție | Jucător                              |
| --- | ------- | ------- | ------------------------------------ |
|     | România |         | Alexandru Ișfan⁠(d) (la Gloria Buzău) |
|     | România |         | George Cîmpanu (la UTA Arad)         |

#### Jucători notabili
| Romania - Nicușor Bancu - Alexandru Băluță - Cristian Ganea - Andrei Ivan | Bulgaria - Valentin Iliev - Hristo Zlatinski Cape Verde - Kay - Nuno Rocha | Romania - Alexandru Mateiu - Alexandru Mitriță - Bogdan Vătăjelu - Valentin Mihăilă |

### Universitatea Craiova II
La 22 august 2018.
| Nr. |         | Poziție | Jucător                 |
| --- | ------- | ------- | ----------------------- |
| 1   | România | P       | Andrei Bobonete         |
| 3   | România | F       | Marian Ion              |
| 4   | România | F       | Cosmin Chiriță          |
| 7   | România | F       | Ionuț Trocan (Captain)  |
| 8   | România | M       | Alexandru Dinu-Ivănescu |
| 11  | România | A       | Gabriel Trancă          |

| Nr. |         | Poziție | Jucător           |
| --- | ------- | ------- | ----------------- |
| 17  | România | F       | Bogdan Țoiu       |
| 19  | România | M       | Angel Ciutică     |
| 23  | România | A       | Ionuț Frăsineanu  |
| 47  | România | M       | Vasile Constantin |
| —   | România | F       | Sorin Sima        |

## Antrenori
- Erik Lincar (1 iulie 2013 – 30 septembrie 2013)
- Ovidiu Stîngă (1 octombrie 2013 – 14 martie 2014)
- Gavril Balint (17 martie 2014 – 10 iunie 2014)
- Ionel Gane (10 iunie 2014 – 2 septembrie 2014)
- Emil Săndoi (3 septembrie 2014 – 8 ianuarie 2016)
- Daniel Mogoșanu (8 ianuarie 2016 – 31 mai 2016)
- Gheorghe Mulțescu (9 iunie 2016 – 9 iunie 2017)
- Devis Mangia (9 iunie 2017 – 15 aprilie 2019)
- Corneliu Papură (15 aprilie 2019 – 3 septembrie 2019)
- Victor Pițurcă (3 septembrie 2019 – 5 ianuarie 2020)
- Corneliu Papură (13 ianuarie 2020 – 7 mai 2020)
- Cristiano Bergodi (8 mai 2020 – 9 noiembrie 2020)
- Corneliu Papură (10 noiembrie 2020 – 30 ianuarie 2021)
- Marinos Ouzounidis (6 februarie 2021 – 23 iulie 2021)
- Laurențiu Reghecampf (26 iulie 2021 – 12 iunie 2022)
- László Balint (13 iunie 2022 – 8 august 2022)
- Mirel Rădoi (9 august 2022 – 8 decembrie 2022)
- Eugen Neagoe (23 decembrie 2022 – 25 iulie 2023)
- Laurențiu Reghecampf (25 iulie 2023 – 26 septembrie 2023)
- Ivailo Petev (7 noiembrie 2023 – )